# Jakob Eduard Polak
Jakob Eduard Polak (též uváděn Pollak  či Polack, 12. listopadu 1818 Mořina – 8. října 1891 Vídeň) byl rakouský lékař a etnograf židovského původu. Dlouhodobě působil a pracoval v Persii (pozdějším Íránu), kde se mimořádně zasloužil o rozvoj moderní medicíny podle evropského vzoru a o rozvoj vztahů mezi touto zemí a Rakousko-Uherskem.

## Životopis

### Mládí a studium
Narodil se v obci Mořina u Berouna nedaleko Prahy v chudé židovské rodině. Medicínu vystudoval na lékařské fakultě Karlo-Ferdinandovy univerzity v Praze a Vídeňské univerzitě, kde v roce 1845 získal doktorát z medicíny a v roce 1847 pak z chirurgie. V roce 1849 také dosáhl magisterského titulu v porodnictví. Rok pracoval ve Všeobecné nemocnici ve Vídni, následně pak odešel pracovat do cukrovaru do Klobouk u Brna jako tovární lékař. Po dvou letech se však vrátil do Vídně a kromě lékařské profese se věnoval i vědeckým studiím.

### V Persii
V roce 1851 Polak opustil Rakouské císařství, možná i proto, že se účastnil revolučních událostí v Rakousku roku 1848. Na pozvání perské vlády odjel v listopadu 1851 do Teheránu vyučovat medicínu na tamní vojenské škole. Spolu s ním zde působil další původem český Rakušan, dělostřelecký důstojník August Karel Kříž, který v Persii setrval až do roku 1859.
Poté, co se Polak naučil persky, sepsal fyziologickou učebnici a lékařský slovník v perštině, arabštině a latině. V lednu 1852 se podílel se na založení a otevření nové moderní univerzity v Teheránu s názvem Dar-ol Fonun, polytechnické univerzity s výukou medicíny, kde byla zaveden učební plán anatomie a chirurgie po vzoru euroamerických univerzit. Polak spoluzakládal rovněž teheránskou polikliniku, vojenskou nemocnici a provozoval vlastní lékařskou praxi. Byl rovněž prvním lékařem v Persii, který zde provedl pitvu či první operaci v narkóze chloroformem.
Díky těmto a dalším krokům je tak označován za zakladatele moderní perské medicíny.
V roce 1855 se stal osobním lékařem perského šáha Násira al-Din Šáha, kterého doprovázel na jeho cestách. Kromě toho také prováděl sociokulturní a vědecký výzkum a věnoval se i dalším přírodním vědám napříč humanitními a přírodovědnými obory, což z něj činilo mimořádného vědce. Spolu s Gāstagerem Khanem navázal kontakty s průmyslníky a obchodníky z domoviny a poskytoval rady Rakušanům žijícím a pracujícím v Teheránu. Jako průzkumník navštívil i nejvzdálenější oblasti Persie, některá spolu s A. K. Křížem, při kterých dosáhl mj. také hrobů biblických postav Mordechaje a Ester v Hamadánu.

### Zpět v Rakousku
V roce 1860 se vrátil do Vídně, kde opět začal pracovat ve Všeobecné nemocnici. Kromě toho byl Polak aktivní také v oblasti vědy, státní správy, diplomacie, ekonomiky a kultury a stal se mezinárodně vyhledávaným specialistou na Persii. Jako poradce svými znalostmi podporoval rakouské úřady a pravděpodobně i rakousko-uherskou vojenskou misi v Persii, která působila od roku 1879 a působila jako prostředník mezi Rakousko-Uherskem a Persií v mnoha oblastech.
Jako člen Rakouské geografické společnosti publikoval četné eseje a popisy o Persii a sousedních zemích, mj. v periodiku Měsíčník pro Orient (Monatsschrift für den Orient). V roce 1865 napsal obsáhlé etnografické dílo o Persii, ze kterého se v poznatcích o perském prostředí vycházelo i v následujících desetiletích. Ve spolupráci s Rakouskou akademií věd a Přírodovědným muzeem ve Vídni organizoval vědecké expedice do Persie, kterou znovu navštívil ještě v roce 1882.

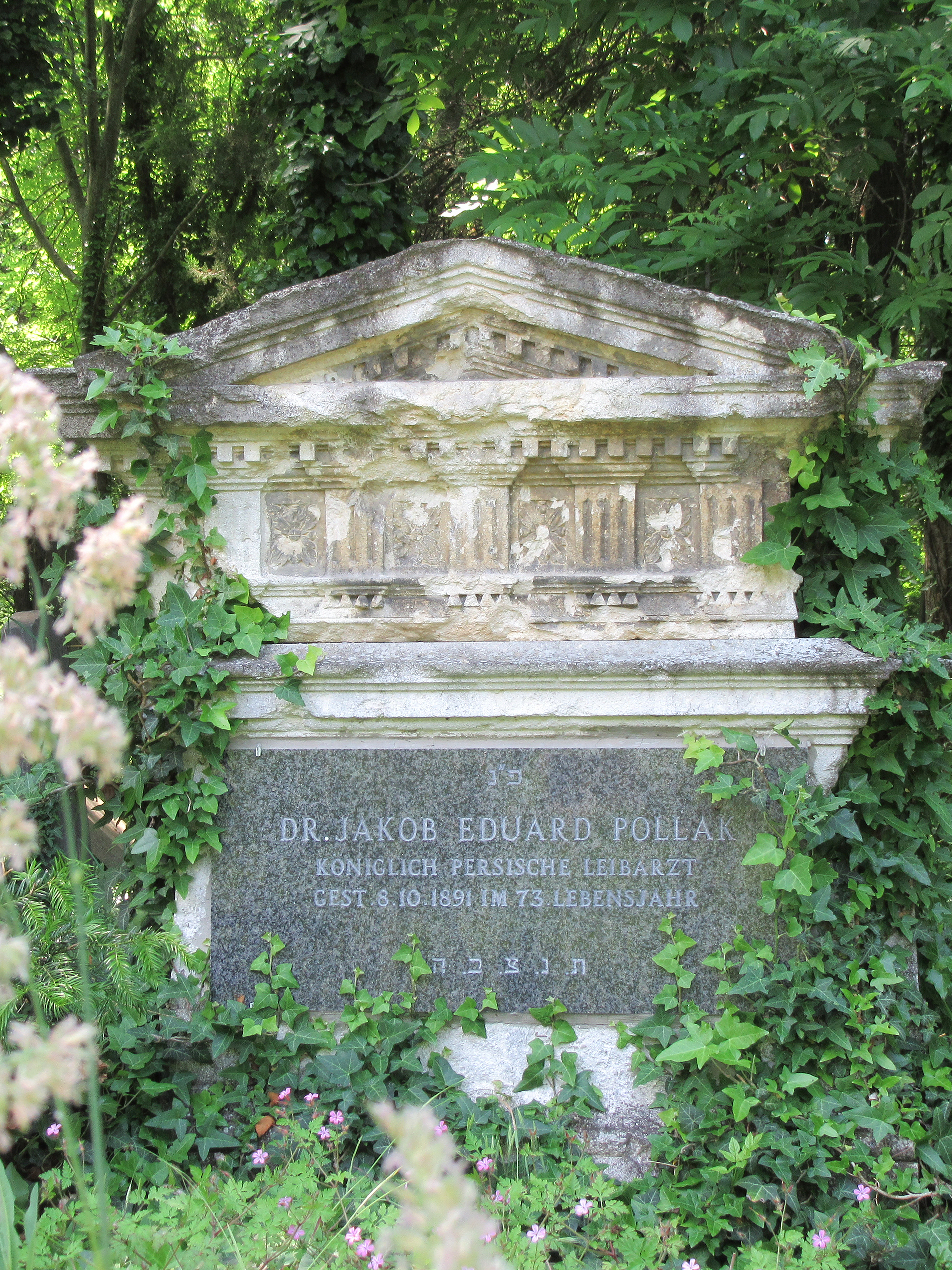
Opravený hrob Jakoba Eduarda Poláka na Vídeňském ústředním hřbitově

Na vídeňské světové výstavě v roce 1873 jako zástupce perské vlády a člen výstavní komise vybíral předměty, které měly být z Persie do Vídně přivezeny na výstavu. Uměleckoprůmyslové muzeum při této příležitosti získalo mimo jiné 60 svitků unikátního mughalského rukopisu Hamzanama. Dlouhá léta vyučoval novoperský jazyk jako lektor na Vídeňské univerzitě až do své smrti.

### Úmrtí
Jakob Eduard Polak zemřel 8. října ve Vídni ve věku 72 let. Pohřben byl na vídeňském ústředním hřbitově (Brána 1, skupina 19, řada 57, č. 45). Byl natolik spjatý se zemí a jazykem, že si pro svůj náhrobek na také vybral verš perského básníka Sa'dího:
„DER EWIGE [GÜTIGE] SCHLIESST KEIN THOR, ER ÖFFNET DENN EIN ANDERES ZUVOR.“
Náhrobní kámen, poškozený následkem druhé světové války, byl odstraněn v roce 2007 a je vystaven ve Weltmuseum Wien v mezipatře muzejní výstavní sekce „Na prahu Orientu“. Na hřbitově byl pak zbudován nový náhrobek.
V jeho celoživotním díle pokračoval jeho francouzský kolega Joseph Désiré Tholozan (1820–1897).

## Ocenění
- Řád slunce a lvů (Persie)
- Hodnost plukovníka II. třídy Perské armády
- Řád Františka Josefa
- Zlatá medaile za umění a vědu

## Dílo

### Spisy
- Chronické vředy na nohou a varixy. In: časopis kais. Společnosti lékařů ve Vídni. Svazek 6 1850, s. 322-337.
- Fi tashrih badan al-insan (učebnice lidské anatomie). Teherán, 1854.
- Kitab-i jarrahi wa yak risalah dar kahhali (kniha o chirurgii). Teherán, 1857.
- O komunikačních prostředcích, bezpečnosti majetku a cestujících a o azylech v Persii. In: Komunikace z Geografické společnosti ve Vídni. Vídeň 1861.
- Příspěvek k agrárním poměrům v Persii. In: Komunikace z Geografické společnosti ve Vídni. Vídeň 1862.
- Persie. Země a její lidé. Etnografické popisy. Brockhaus, Lipsko 1865 (online). (Dotisk: Olms, Hildesheim / Curych / New York 2004, ISBN 3-487-05960-6 )
- Univerzální výstava. Speciální katalog výstavy Perské říše. Vlastní vydání Perskou výstavní komisí. Vídeň 1873 (u příležitosti světové výstavy 1873 ve Vídni).
- Rakouští učitelé v Persii. (vydaná přednáška konaná 13. prosince 1876). Hölder, Vídeň, 1876.
- Miscellen. Zwei orientalische Wollstoff-Muster und eine Imitation von Stickerei. V: Měsíčník pro Orient.
- Miscellen. Die Kaschmirwolle. V: Měsíčník pro Orient
- Recenze díla Josefa Karabačka : Literatur-Bericht. Die persische Nadelmalerei Susandschird. V: Měsíčník pro Orient , rok 1881, s. 184
- Das persische Opium. V: Měsíčník pro Orient.
- Recenze díla Charlese J. Willse: Literatur-Bericht. In the land of the lion and sun, or modern Persia. V: Měsíčník pro Orient , rok 1884, s. 56..
- Der persische Teppich. V: Měsíčník pro Orient.
- Německo-perský konverzační slovník. Spolu s nástinem teorie forem a syntaxe. Upraveno z pozůstalosti od Franze Sättlera. Hartleben, Vídeň / Lipsko 1914.